# ピエーヴェ・テジーノ
ピエーヴェ・テジーノ（イタリア語: Pieve Tesino）は、イタリア共和国トレンティーノ＝アルト・アディジェ州トレント自治県にある、人口約600人の基礎自治体（コムーネ）。
第二次世界大戦後にイタリア共和国の首相を8年間務め、「欧州連合の父」の一人に数えられている、アルチーデ・デ・ガスペリの生まれた地である。1946年にデ・ガスペリがオーストリアのグルーバー外相と結んだグルーバー＝デ・ガスペリ協定 (Gruber–De Gasperi Agreement) は、トレンティーノと南チロルの相当の自治を保障するものであった。

## 地理

### 位置・広がり
トレント自治県南東部に位置するコムーネ。ボルゴ・ヴァルスガーナから東へ12km、県都トレントから東へ38kmの距離にある。

#### 隣接コムーネ
隣接するコムーネは以下の通り。
- ビエーノ
- カナール・サン・ボーヴォ
- カステル・イヴァーノ (イヴァーノ＝フラチェーナ、ストリーニョ)
- カステッロ＝モリーナ・ディ・フィエンメ
- カステッロ・テジーノ
- カヴァレーゼ
- チンテ・テジーノ
- オスペダレット
- パンキア
- スクレッレ
- テルヴェ
- テーゼロ
- ジアーノ・ディ・フィエンメ

## 行政

### Comunita di valle
トレント自治県が設置した広域行政組織 Comunita di valle 「ヴァルスガーナ・エ・テジーノ」 (it:Comunita Valsugana e Tesino) （事務所所在地: ボルゴ・ヴァルスガーナ）に属する。

## 人物

### 著名な出身者
- アルチーデ・デ・ガスペリ - 政治家、イタリア共和国首相、「欧州連合の父」の一人。